# Kasai, Hyōgo
Kasai (加西市 Kasai-shi) là một thành phố thuộc tỉnh Hyōgo, Nhật Bản.